# Aroz
Aroz é uma comuna francesa na região administrativa de Borgonha-Franco-Condado, no departamento de Alto Sona. Estende-se por uma área de 6,57 km². Em 2010 a comuna tinha 148 habitantes (densidade: 22,5 hab./km²).